# Травуняне

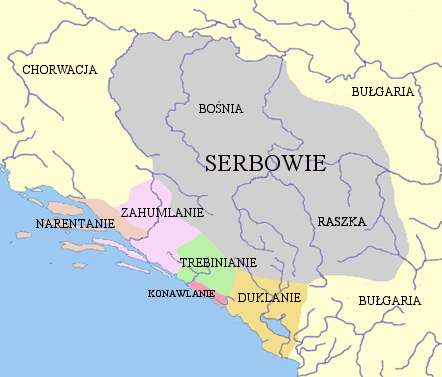
Сербские племена в VII—IX веках

Сербские протогосударственные образования в IX веке и западная граница Первого Болгарского царства в кон. X века

Травуняне (Тревуняне, Требиняне; серб. Травуњани) — сербское племя, которое с первой половины VII века проживало в верхней Далмации на территориях, лежащих к северо-западу от Дубровника.
Происхождение тревунян не имеет единого мнения в научном сообществе. Они могут быть как одним из склавинских племен, которое в 609—615 годах перебралось сюда со своей прежней родины на Дунае, так и сербским племенем, которое после 626 года пришло в эти места вместе с другими сербами с польско-чешской границы.
Несомненно, на Балканах имело место смешение двух волн славянского переселения, которое завершилось формированием племени с выражеными сербскими традициями. Основной замок тревунян был расположен к северо-востоку от Дубровника, в Требине.
Тревунянами правила династия Белоевичей, но в середине IX века они подчинились Сербии.